# Tetrasquillidae
Tetrasquillidae is een familie van kreeftachtigen uit de klasse van de Malacostraca (Hogere kreeftachtigen).

## Geslachten
- Acaenosquilla Manning, 1991
- Allosquilla Manning, 1977
- Colubrisquilla Ahyong, 2012
- Heterosquilla Manning, 1963
- Heterosquilloides Manning, 1966
- Heterosquillopsis Moosa, 1991
- Kasim Manning, 1995
- Pariliacantha Ahyong, 2012
- Tectasquilla Adkison & Hopkins, 1984
- Tetrasquilla Manning & Chace, 1990